# Чеботарьов Михайло Вікторович
Миха́йло Ві́кторович Чеботарьо́в (нар. 29 липня 1987, Ургал, Хабаровський край — пом. 15 лютого 2015, Широкине) — український військовик, вояк полку «Азов», Національної гвардії України. Кавалер ордена «За мужність» III ступеня (посмертно).

## Життєпис
Родина переїхала, закінчив Фастівську ЗОШ № 2, Фастівське ПТУ, автослюсар. Працював охоронцем, на будівництві. 2008 року одружився, з дружиною Іриною дочекалися та виховували сина Єгора.
З серпня 2014-го — доброволець, солдат, окремий загін спеціального призначення «Азов» Східного ОТО НГУ.

## Обставини загибелі
Загинув 15 лютого 2015 року в селі Широкине Волноваського району Донецької області. Терористи спробували прорватись бронетехнікою в Широкине. Завдяки густому туману в село зайшли танки й жива сила противника, працювали міномети й артилерія. Азовці відбили атаку. Розпочалось позиційне протистояння. До обіду терористи й далі обстрілювали позиції українського батальйону зі стрілецької зброї. Ближче до вечора азовцям вдалось евакуювати з Широкиного цивільних мешканців, які залишались у селі впродовж всього протистояння. У підсумку знищено майже сотню бойовиків та десять одиниць бронетехніки. Втрати азовців — семеро загиблих бійців та близько 50 поранених.

## Нагороди та вшанування
За особисту мужність і героїзм, виявлені у захисті державного суверенітету та територіальної цілісності України, вірність військовій присязі під час російсько-української війни
- нагороджений орденом «За мужність» III ступеня (25.3.2015, посмертно)
- рішенням сесії Фастівської міської ради від 3.9.2015 присвоєно звання «Почесний громадянин міста Фастова» (посмертно).